# Starý Jiříkov
Starý Jiříkov (dříve Stará Georgswalde) je část města Jiříkov v okrese Děčín, kterou najdeme ve středu města. Za socialismu zde byla postavena dvě panelová sídliště a všechny panelové domy jsou již po rekonstrukci. Nachází se zde také radnice, která stojí hned u kostela sv. Jiří. V roce 2010 zde proběhla rekonstrukce náměstí.  Je zde evidováno 705 adres. V roce 2011 zde trvale žilo 3 064 obyvatel.
Starý Jiříkov leží v katastrálním území Jiříkov o výměře 12,66 km2.

## Historie
První písemná zmínka o obci pochází z roku 1408.

## Obyvatelstvo
|                                                                                     | 1869  | 1880  | 1890  | 1900  | 1910  | 1921  | 1930  | 1950  | 1961  | 1970  | 1980  | 1991  | 2001  | 2011  |
| ----------------------------------------------------------------------------------- | ----- | ----- | ----- | ----- | ----- | ----- | ----- | ----- | ----- | ----- | ----- | ----- | ----- | ----- |
| Obyvatelé                                                                           | 5 671 | 5 604 | 5 808 | 6 487 | 7 190 | 6 158 | 6 625 | 2 977 | 3 231 | 3 028 | 3 262 | 2 869 | 3 227 | 3 064 |
| Domy                                                                                | 600   | 677   | 664   | 733   | 856   | 874   | 988   | 914   | 843   | 583   | 544   | 521   | 603   | 620   |
| Počet domů z roku 1961 zahrnuje domy místních částí Filipov, Loučné a Nový Jiříkov. |       |       |       |       |       |       |       |       |       |       |       |       |       |       |